# Аврора (мережа)
Аврора мультимаркет — українська міжнародна мережа магазинів формату «One dollar store» із дешевими товарами, які працюють в Україні та Румунії.
В 1,6 тисячах магазинів «Аврора» можна купити великий асортимент товарів для дому, засоби особистої гігієни, декоративну косметику, дитячі іграшки, канцтовари для школи, недорогу біжутерію, та інші товари.

## Історія

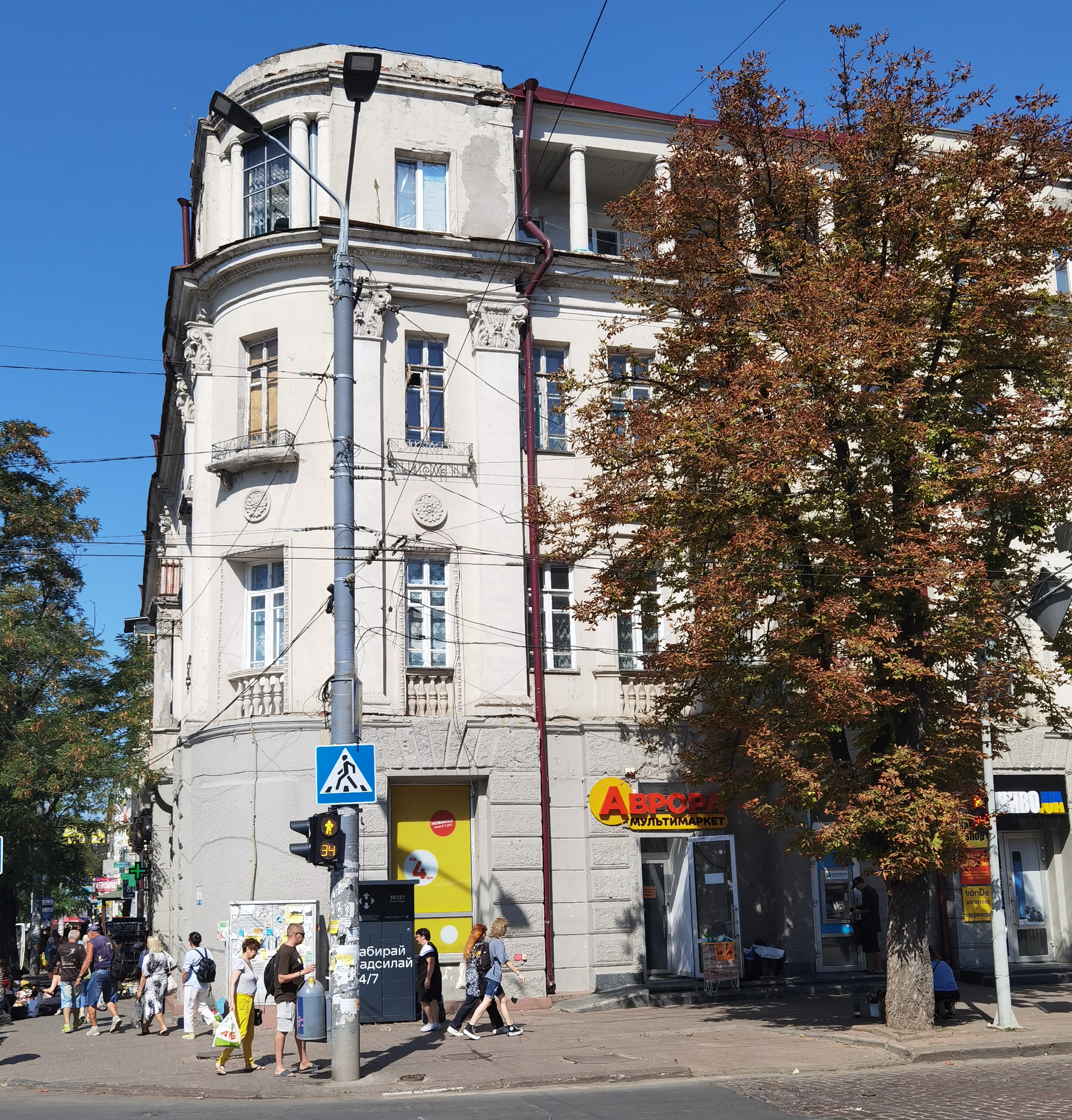
Магазин Аврора у історичній будівлі

Ідея відкрити магазини із дешевими товарами належить Тарасу Панасенкові. Він, під час свого навчання, побував у США за програмою Work & Travel та побачив там схожі магазини. Ця ідея сподобалася Леву Жиденкові, у компанії якого тоді працював Панасенко.
І у 2011 році в Полтаві відкрився перший магазин мережі.
А в 2015 році вже було відкрито 100 магазинів мережі.
Влітку 2021 року частку в Аврора купив американський фонд Horizon Capital, інвестиції якого сприяли розвитку компанії.
24 червня 2023 року в Івано-Франківську відкрився 1 000-й магазин мережі в Україні.
На відкриття завітав генеральний директор Тарас Панасенко, який символічно здійснив першу покупку.
У серпні 2023 року «Аврора» отримала нагороду від президента України Володимира Зеленського за підтримку благодійних ініціатив фандрайзингової платформи United24.
У вересні 2023 року «Аврора» відкрила свій перший магазин за кордоном — у Румунії. У липні 2025 було відкрито перший магазин у столиці — Бухаресті; а сама румунська мережа «Аврори» сягнула 50 магазинів.